# Russki Westnik

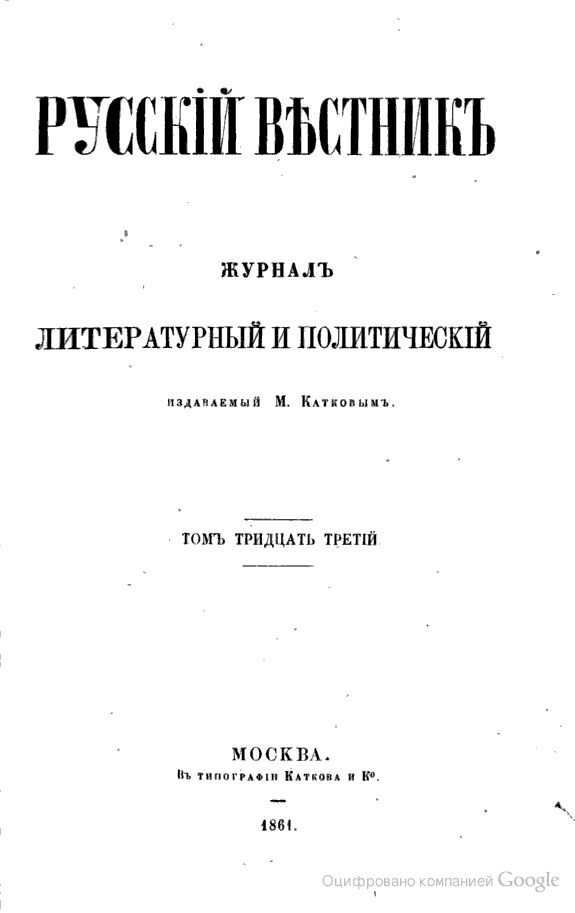
Titelblatt des Russischen Boten No. 33

Russki Westnik (russisch Русский вестник, Transliteration: Russkij vestnik; zu deutsch Russischer Bote) war der Name von drei Zeitschriften, welche hintereinander im 19. und frühen 20. Jahrhundert zuerst in Moskau, später in Sankt Petersburg verlegt wurden.

## Russischer Bote I und II
Die erste Verlagsperiode des Russischen Boten fällt in den Zeitraum zwischen 1808 und 1820 sowie 1824. Das in Moskau verlegte, monatlich erscheinende Journal wurde von dem Schriftsteller Sergei Nikolajewitsch Glinka redigiert, finanziert durch den General und Minister Fjodor Wassiljewitsch Rostoptschin und war in seiner Ausrichtung als patriotisch-monarchistisch einzustufen.
Die zweite Periode fällt in die Jahre 1841 bis 1844 und erschien bereits in Sankt Petersburg. An ihrer Entstehung waren unter anderem der Herausgeber, Redakteur, Journalist und Publizist Nikolai Iwanowitsch Gretsch und der Schriftsteller, Dramatiker, Journalist und Historiker Nikolai Alexejewitsch Polewoi beteiligt. Ein weiterer Mitarbeiter war der Historiker Iwan Michailowitsch Snegirjow.

## Russischer Bote III
Die dritte Verlagsperiode des Russischen Boten fällt in die Jahre 1856 bis 1887, erschienen in Moskau, und 1887 bis 1906, erschienen in Sankt Petersburg. Anders als ihre Vorgänger beschränkte sich die Zeitschrift nun nicht mehr auf historische und militärische Artikel sowie allgemeinpolitische Themen, sondern verstand sich auch als Literaturjournal und wurde schnell zu einer der einflussreichsten Zeitschriften der zweiten Hälfte des 19. Jahrhunderts in Russland.
Gegründet wurde die Zeitschrift 1856 von einer Gruppe liberaler Literaten und Gelehrten, unter ihnen als Redakteur Michail Nikiforowitsch Katkow, aber auch der Professor der Moskauer Universität Pjotr Nikolajewitsch Kudrjawzew.

### Liberale Periode
Als „liberale Periode“ ist die Zeit der gelockerten Zensur in Russland zu verstehen. Zum Fünfjahresjubiläum der Regierung Zar Alexander II. etwa druckte der Russische Bote die deutlich anti-zaristischen Skizzen aus den Gouvernements des Schriftstellers Michail Jewgrafowitsch Saltykow-Schtschedrin. Des Weiteren scheute man nicht vor den kritischen Aufsätzen Stepan Stepanowitsch Gromekas, Pawel Iwanowitsch Melnikows oder Marko Vovčoks (Pseudonym der ukrainischen Schriftstellerin Maria Wilinskaja) zurück. Im literarischen Bereich veröffentlichte man Werke von Autoren wie Sergei Timofejewitsch Aksakow, Iwan Alexandrowitsch Gontscharow, Fjodor Iwanowitsch Tjuttschew oder das Drama Der Kater am fremden Festmahl (russ. В чужом пиру похмелье, Transliteration: V čužom piru pochmel’e, 1856) von Alexander Nikolajewitsch Ostrowski.

### Russische Klassik
Nachdem sich die Zeitschrift eine entsprechende Reputation erworben hatte, erschienen einige der bedeutendsten Werke der russischen Literatur des 19. Jahrhunderts erstmals im Russischen Boten. Iwan Sergejewitsch Turgenjew etwa veröffentlichte darin „Am Vorabend“ (1860), „Väter und Söhne“ (1862) sowie „Rauch“ (1867). Von Lew Nikolajewitsch Tolstoi wurden zahlreiche Werke gedruckt, unter anderem „Die Kosaken“ (1863), „Krieg und Frieden“ (1865–69) sowie „Anna Karenina“ (1875–77). Und auch Werke Fjodor Michailowitsch Dostojewskis wurden publiziert: „Verbrechen und Strafe“ (1866), „Der Idiot“ (1868), „Die Dämonen“ (1871–72) und „Die Brüder Karamasow“ (1879–80). Des Weiteren wurden auch Werke von Nikolai Semjonowitsch Leskow gedruckt.

### Reaktionäre Periode
Als sich der ideologische Kampf zwischen Konservativen und Liberalen in Russland zwischen 1861 und 1863 immer weiter zuspitzte, wurde die Zeitschrift durch ihre veröffentlichten Artikel in den Augen des liberalen Publikums immer konservativer und „reaktionärer“, soll heißen dem Zaren verpflichtet. Ausdruck dieser „Gesinnungswandlung“ waren unter anderem Veröffentlichungen wie Aus dem Dorf (1863) von Afanassi Afanassjewitsch Fet oder die antinihilistischen Dialoge Wsewolod Wladimirowitsch Krestowskis wie etwa Zwei Kräfte (1874). Auch die Beteiligung von als reaktionär eingestuften Personen wie dem Oberprokuror des Heiligsten Synods, Konstantin Petrowitsch Pobedonoszew oder dem Denker und Schriftsteller Konstantin Nikolajewitsch Leontjew, verstärkten diesen Eindruck.

### Post-Katkowsche Periode
Nach dem Tod Michail Nikiforowitsch Katkows 1887 übernahm seine Witwe die Herausgabe der Zeitschrift, gab sie jedoch bereits Ende des Jahres an den vormaligen Dichter und Übersetzer Fjodor Nikolajewitsch Berg. Berg verlegte den Sitz des Russischen Boten nach Sankt Petersburg und erhöhte die Auflage nochmals auf bis zu sechstausend Abonnenten. Nach acht Jahren war er jedoch aus finanziellen Gründen gezwungen, die Zeitschrift aufzugeben. Die letzten Herausgeber bis 1906 waren M. M. Katkow und Wladimir Andrejewitsch Gringmuth.

## Der Russische Bote heute
Seit 1991 erscheint in Russland (Verlagsstandort Moskau) wieder eine Zeitschrift mit dem Namen Russischer Bote. Sie erscheint wöchentlich und ihr Hauptredakteur ist Alexei Alexejewitsch Senin. Die Zeitung steht unter dem Motto „Wer den Zaren und Russland liebt, der liebt auch Gott“ (russ. Кто любит Царя и Россию, тот любит Бога, Transliteration: Kto ljubit Carja i Rossiju, tot ljubit Boga). Die Hauptthemen der Zeitung, nach eigener Aussage, sind: Wiedergeburt der Orthodoxie in Russland, Politik, Wirtschaft und Geschichte.